# Prix Arletty
Der Prix Arletty de l’universalité de la langue française war ein von Fanny Vallon Anfang der 1980er Jahre gestifteter Preis, der zwischen 1981 und 1993 an weibliche Theater- und Filmschaffende (Schauspielerinnen, Regisseurinnen und Autorinnen) verliehen wurde. Beweggrund war, dass es für Frauen schwierig war, Schauspielerin zu werden und interessante Rollen zu bekommen. Der Preis wurde nach der berühmten französischen Schauspielerin Arletty benannt, die bis zu ihrem Tod den Vorsitz bei den Preisverleihungen führte. Die Jury setzte sich aus großen Namen der Film- und Theaterbranche zusammen: Pierre Arditi, Micheline Presle, Gérard Depardieu, Jackie Sardou und André Pousse.
Fanny Vallon war nicht nur Begründerin, sondern auch Präsidentin des Prix Arletty.

## Preisträgerinnen
Der Preis wurde 1981 das erste Mal und von 1988 bis 1993 jährlich vergeben:
- 1981: Preis für ein dramatisches Werk: Pascale Roze für Tolstoï la Nuit
- 1988: Denise Bonal
- 1989: Preis für ein dramatisches Werk: Brigitte Jaques-Wajeman für Elvire Jouvet 40[3]

- 1990: 
  - Preis für das Theaterschauspiel: Dominique Blanc
  - Preis für das dramatische Gesamtwerk: Denise Chalem
  - Preis für ein dramatisches Werk: Fatima Gallaire

- 1991: 
  - Preis für das Theaterschauspiel: Christine Murillo in La Mouette
  - Preis für ein dramatisches Werk: Catherine Anne für Une année sans été[4][5]
  - Preis für die Mitwirkung an der Ausstrahlung des Theaters: Danielle Dumas, Direktorin des L'Avant-scène théâtre[6]
  - Preis für das Filmschauspiel: Anouk Grimberg in Merci la vie.

- 1992: 
  - Preis für das Theaterschauspiel: Zabou Breitman
  - Preis für die Mitwirkung an der Ausstrahlung des Theaters: Jacqueline Cormier
  - Preis für das Filmschauspiel: Carole Richert in Tous les Matins du monde[7]
  - Mimi Barthélémy[8]

- 1993: 
  - Preis für das Theaterschauspiel: Isabelle Carré in Le mal court[9][10]
  - Preis für ein dramatisches Werk: Abla Farhoud für Les filles du 5-10-15 ¢[11]
  - Preis für die Mitwirkung an der Ausstrahlung des Theaters: Micheline Rozan, Kodirektorin des Théâtre des Bouffes-du-Nord